# ISO 12647
Die ISO-Norm ISO 12647 (englisch Graphic technology – Process control for the production of half-tone colour separations, proof and production prints) beschreibt Färbungsstandards, Standardpapiere und Prozesskontrollmethoden für alle grundlegenden Druckverfahren. Die Norm besteht aus mehreren Teilen und wird permanent erweitert:
1. Parameters and measurement methods (Definitionen und Messmethoden)
2. Offset lithographic processes (Offsetdruck)
3. Coldset offset lithography on newsprint (Zeitungsdruck)
4. Publication gravure printing (Illustrationstiefdruck)
5. Screen printing (Siebdruck)
6. Flexographic printing (Flexodruck)
7. Proofing processes working directly from digital data (Digitaler Prüfdruck)
8. Validation print processes working directly from digital data (datenbasierte Gültigkeitsprüfung standardisierter Druckbedingungen)
9. Metal decoration printing (Blechdruck) [Normteil unter Entwicklung]

## Offsetdruck
Normteil 2 hat die wirtschaftlich größte Bedeutung, da er sich mit dem am weitesten verbreiteten Druckverfahren, dem Bogen- und Rollenoffsetdruck, befasst. Er geht auf den Prozessstandard Offsetdruck, herausgegeben vom Bundesverband Druck und Medien, zurück und wird in seiner Weiterentwicklung in diesem praxisnah interpretiert im Sinne einer kompletten Workflow-Anleitung zum standardisierten Offsetdruckverfahren. In ISO 12647-2 seit 2013 bzw. im Prozessstandard Offsetdruck seit 2016 sind die bisherigen fünf Papiersorten durch acht Bedruckstoffkategorien, neuerdings unter Angabe des Grades der optischen Aufhellung, ersetzt worden:
| Kategorie | Beschreibung                                      | optische Aufhellung | Flächengewicht (g/m²) | typische Bedruckstoffe | HKS |
| --------- | ------------------------------------------------- | ------------------- | --------------------- | --- | --- |
| 1         | mehrfach gestrichenes Papier                      | mäßig aufgehellt    | 80…250                | premium-gestrichene Papiere: - alle WFC-Papiere (Wood-Free Coated): Bilderdruckpapiere glänzend/halbmatt/matt für Bogenoffset - alle HWC-Papiere (High Weight Coated) - einige MWC-Papiere (Medium Weight Coated) für Rollenoffset | K   |
| 2         | aufgebessertes LWC-Papier für den Rollenoffset    | gering aufgehellt   | 51…80                 | - LWC-I-Papier (Improved Light Weight Coated) - einige MWC-Papiere | K   |
| 3         | glänzendes Standard-Rollenoffsetpapier            | gering aufgehellt   | 48…70                 | - LWC-S-Papiere (Standard Light Weight Coated), glänzend bis halbmatt gestrichen | E   |
| 4         | mattes bis halbmattes Standard-Rollenoffsetpapier | gering aufgehellt   | 48…70                 | - MFC-Papiere (Machine Finished Coated), matt - einige halbmatt gestrichene LWC-Papiere | E   |
| 5         | holzfreies, weißes Naturpapier (ungestrichen)     | stark aufgehellt    | 70…250                | - alle WFU-Papiere (Wood-Free Uncoated) für Bogen- und Rollenoffset - der ehemalige Papiertyp 5 „Naturpapier, gelblich“ ist wegen Bedeutungslosigkeit ersatzlos gestrichen worden                                                  | N   |
| 6         | hochsatiniertes SC-Papier                         | gering aufgehellt   | 38…60                 | - SC-A-Papier (besseres Super-Calendered), wird kaum noch hergestellt - SC-B-Papier („B-Stoff“, schlechteres Super-Calendered) für den Rollenoffset                                                                                | N   |
| 7         | aufgebessertes Zeitungspapier                     | schwach aufgehellt  | 40…56                 | - UMI-Papier (Uncoated Mechanical Improved) - INP (Improved News Print) für den Rollenoffset | Z   |
| 8         | Zeitungspapier                                    | schwach aufgehellt  | 40…52                 | - im Heatset-Rollenoffset eingesetztes SNP-Papier (Standard News Print) - das im Coldset-Rollenoffset, dem eigentlichen Zeitungsdruck, eingesetzte SNP-Papier wird im Normteil 3 beschrieben                                       | Z   |

## Illustrationstiefdruck
Ähnlich den Rollenoffset-Papierkategorien unterscheidet der Normteil 4 für den Illustrationstiefdruck die Druckpapiere LWC Plus, LWC Standard, SC Plus, SC Standard und News Plus. Gemäß der Druckfarbennorm ISO 2846-3 werden auf diese Papiere zwei Gamut-Klassen angewandt, so dass daraus zehn Bedruckstoffkategorien resultieren.